# Ganz KCSV–6
Ganz KCSV–6 (Közúti Csuklós Villamos, 6 tengellyel, pol. krótkoprzegubowy tramwaj sześcioosiowy) – typ węgierskiego dwuczłonowego wagonu tramwajowego, produkowanego przez firmę Ganz w latach 1993-1997. Eksploatowany jest w Debreczynie.